# Turco-mongol

États d'Asie en 1335

Le terme turco-mongol (Turco-Mongols, quand il s’agit de désigner les populations) rend compte du haut degré de mélange de ces deux familles de peuples et de langues au départ voisines et originaires de l'Asie centrale et du Nord-Est. Le terme tatar-mongol est également utilisé, qui a donné autrefois en Occident, par confusion le terme de tartare et a fait nommer leur territoire la Tartarie.
Ainsi, le terme peut aussi bien désigner les peuples en question — les Turco-Mongols — que leurs langues et traditions — turco-mongoles.
Bien que les langues turciques et les langues mongoles soient considérées comme deux familles de langues différentes, un abondant inventaire de vocabulaire commun ou très voisin fait qu'il est souvent difficile de déterminer l'origine turque ou mongole des mots concernés.
Quant aux peuples turciques, ils constituent une bonne partie des armées mongoles et contribuent à « retourner » les soldats également turcs des États attaqués par Gengis Khan, de la fin du XIIe au début du XIIIe siècle, contribuant ainsi à ses succès foudroyants.
Houlagou Khan (1217-1265) gouverne l'Irak et la Perse.
Mahmoud Ghazan Khan (en latin : Casanus) (1271-1304) gouverne la province de Khorassan, au nord-est de l'Iran, puis la ville de Tabriz, au nord-ouest.
Tamerlan (1336-1405) est issu d'un clan mongol installé en Transoxiane, une région de langue turque également influencée par la culture persane. Dans son cas, le terme d'empereur turco-mongol est particulièrement adapté.